# Ascandra
Genre
Synonymes
- Homandra Lendenfeld, 1891[2]

Ascandra est un genre d'animaux de l'embranchement des éponges, plus particulièrement de la classe des éponges calcaires et de la famille des Leucaltidae.

## Liste d'espèces
Selon World Register of Marine Species (5 février 2017) :
- Ascandra ascandroides (Borojevic, 1971)
- Ascandra atlantica (Thacker, 1908)
- Ascandra biscayae (Borojevic & Boury-Esnault, 1987)
- Ascandra brandtae (Rapp, Göcke, Tendal & Janussen, 2013)
- Ascandra contorta (Bowerbank, 1866)
- Ascandra corallicola (Rapp, 2006)
- Ascandra crewsi Van Soest & De Voogd, 2015
- Ascandra densa Haeckel, 1872
- Ascandra falcata Haeckel, 1872
- Ascandra kakaban Van Soest & De Voogd, 2015
- Ascandra loculosa (Dendy, 1891)
- Ascandra minchini Borojevic, 1966
- Ascandra sertularia Haeckel, 1872
- Ascandra spalatensis Klautau, Imesek, Azevedo, Plese, Nikolic & Cetkovic, 2016